# Contea di Chariton
La contea di Chariton in inglese Chariton County è una contea dello Stato del Missouri, negli Stati Uniti. La popolazione al censimento del 2000 era di 8 438 abitanti. Il capoluogo di contea è Keytesville.

## Geografia fisica

### Contee confinanti
- Contea di Linn (nord)
- Contea di Macon (nordest)
- Contea di Randolph (est)
- Contea di Howard (sudest)
- Contea di Saline (sudovest)
- Contea di Carroll (ovest)
- Contea di Livingston (nordovest)

### Città e comuni principali
- Brunswick
- Bynumville
- Cunningham
- Dalton
- Forest Green
- Keytesville (capoluogo)
- Marceline
- Mendon
- Prairie Hill
- Rothville
- Salisbury
- Snyder
- Sumner
- Triplett